# Stereocaulon
Genre
Stereocaulon est un genre de lichens. 

## Espèces
- Stereocaulon alpinum
- Stereocaulon capitellatum
- Stereocaulon condensatum
- Stereocaulon cumulatum
- Stereocaulon dactylophyllum
- Stereocaulon delisei
- Stereocaulon evolutum
- Stereocaulon glareosum
- Stereocaulon granulans
- Stereocaulon incrustatum
- Stereocaulon klondikense
- Stereocaulon leucophaeopsis
- Stereocaulon nanodes
- Stereocaulon nivale
- Stereocaulon paschale
- Stereocaulon pileatum
- Stereocaulon plicatile
- Stereocaulon sasakii
- Stereocaulon saxatile
- Stereocaulon spathuliferum
- Stereocaulon symphycheilum
- Stereocaulon tomentosum
- Stereocaulon tornense
- Stereocaulon vesuvianum
- Stereocaulon vulcani